# Wilhelm Friedrich Boyens (Landrat)
Wilhelm Friedrich Boyens (* 20. Oktober 1903 in Gothendorf; † 30. Dezember 1955 in Preetz) war ein deutscher Agrarwissenschaftler und Verwaltungsbeamter. Er war 1945/46 sechs Wochen lang Landrat des Kreises Rendsburg.

## Leben
Der Landwirtssohn Boyens machte 1922 das Abitur am Gymnasium in Eutin und studierte danach an den Universitäten München, Berlin und Halle. 1926 bestand er das Examen zum Diplomlandwirt, 1928 wurde er promoviert. Danach wurde er Abteilungsleiter in der Stadtverwaltung Schneidemühl. Am 1. Februar 1930 wurde er Angestellter der Gesellschaft zur Förderung der inneren Kolonisation, zum 1. September 1931 wechselte er zur Deutschen Ansiedlungsgesellschaft, wo er Prokurist wurde.
Zum 1. Mai 1933 trat Boyens in die NSDAP ein (Mitgliedsnummer 2.579.946). Während der nationalsozialistischen Herrschaft entwickelte sich Boyens zum Siedlungsspezialisten für die östlichen deutschen Provinzen und veröffentlichte mehrere Arbeiten über Siedlungsprobleme, Flurbereinigung und Bodenreform. Außerdem arbeitete er für verschiedene Siedlungsgesellschaften: Von 1934 bis 1938 als Prokurist, später als alleiniger Geschäftsführer der „Nord-Siedlungs GmbH“ in Berlin, dann als stellvertretender Geschäftsführer zur „Mecklenburgischen Landgesellschaft mbH“ und schließlich ab dem 1. Juli als Geschäftsführer der „Bauernsiedlung Hohensalza GmbH“ in Posen. Von 1939 bis 1945 war er in der Landbewirtschaftungsstelle Krakau tätig. Als Soldat musste er nicht am Zweiten Weltkrieg teilnehmen. Danker und Lehmann-Himmel charakterisieren ihn in ihrer Studie über das Verhalten und die Einstellungen der Schleswig-Holsteinischen Landtagsabgeordneten und Regierungsmitglieder der Nachkriegszeit in der NS-Zeit als „exponiert-nationalsozialistisch“.
Am 26. November 1946 wurde Boyens von der britischen Militärregierung zum Landrat des Kreises Rendsburg ernannt, blieb jedoch nur bis zum 11. Januar 1946 im Amt, weil er als Abteilungsleiter in das schleswig-holsteinische Landwirtschaftsministerium berufen wurde. 1952 wurde er zum Landesbeauftragten für das Siedlungswesen ernannt.
Boyens war verheiratet und hatte vier Kinder. Sein Vater Claus Peter war von 1946 bis 1948 Landrat im Kreis Eutin.